# Jezioro Skomackie
Jezioro Skomackie (inna nazwa: Skomack) – jezioro w Polsce w województwie warmińsko-mazurskim, w powiecie giżyckim, w gminie Wydminy.

## Położenie
Jezioro leży na Pojezierzu Mazurskim, w mezoregionie Wielkich Jezior Mazurskich, w dorzeczu Pisa–Narew–Wisła. Znajduje się około 10 km w kierunku północnym od Orzysza. Ma połączenie ciekami wodnymi z Jeziorem Okrągłym (na południu) i jeziorem Bielewo (na zachodzie).
Brzegi wysokie i strome. W otoczeniu znajdują się łąki oraz pola.
Zbiornik wodny według typologii rybackiej jezior zalicza się do linowo-szczupakowych.
Jezioro leży na terenie obwodu rybackiego Jeziora Bielskie w zlewni rzeki Pisa – nr 17. Znajduje się na terenie Obszaru Chronionego Krajobrazu Jezior Orzyskich o łącznej powierzchni 21 153,0 ha.

## Morfometria
Według danych Instytutu Rybactwa Śródlądowego powierzchnia zwierciadła wody jeziora wynosi 22,6 ha. Średnia głębokość zbiornika wodnego to 1,4 m, a maksymalna – 3,1 m. Lustro wody znajduje się na wysokości 146,1 m n.p.m. Objętość jeziora wynosi 316,5 tys. m³. Maksymalna długość jeziora to 1120 m a szerokość 400 m. Długość linii brzegowej wynosi 3150 m.
Inne dane uzyskano natomiast poprzez planimetrię jeziora na mapach w skali 1:50 000 według Państwowego Układu Współrzędnych 1965, zgodnie z poziomem odniesienia Kronsztadt. Otrzymana w ten sposób powierzchnia zbiornika wodnego to 18,5 ha.